# Ottavio Dinale
Ottavio Dinale (Marostica, 20 maggio 1871 – Roma, 7 marzo 1959) è stato un politico italiano.

## Biografia
Dopo gli studi in Lettere all'Università degli Studi di Padova, si trasferisce nel 1897 a Mirandola. Qui, alla sua attività di insegnante nel locale ginnasio affianca quella di attivo propagandista del socialismo. Il suo socialismo di ispirazione massimalista e rivoluzionaria lo porta all'azione diretta, all'organizzazione delle leghe bracciantili, ma anche su posizioni sempre più lontane da quelle del Partito Socialista Italiano ufficiale, del quale egli avversa soprattutto la politica moderata. Conosce quindi l'espulsione dal partito, la prigione e l'esilio.
Si avvicina al sindacalismo rivoluzionario di Georges Sorel, del quale si fa portavoce nella sua rivista «La Demolizione», pubblicata tra il 1907 e il 1911 prima in Francia, ad Annemasse, e poi in Italia, a Milano. A tale rivista collaborano numerosi nomi dell'anarchismo e del sindacalismo rivoluzionario italiano, ma anche gli scrittori futuristi Piero Belli e Filippo Tommaso Marinetti. In esilio conosce Benito Mussolini che incontrerà nuovamente a Milano durante la campagna per l'Intervento dell'Italia nella prima guerra mondiale.
È tra i fondatori del primo Fascio Rivoluzionario per l'Intervento. Diventa in questo periodo uno dei collaboratori più vicini a Mussolini, e tiene su Il Popolo d'Italia una rubrica quotidiana dal titolo Filosofia rivoluzionaria in cui i suoi bersagli principali sono il «giolittismo», il gradualismo turatiano e il parlamentarismo. Dopo il 24 maggio 1915 parte volontario per il fronte. Contrario alla creazione di un partito fascista, si avvicinerà al fascismo di regime dopo la Marcia su Roma, sempre mantenendosi su posizioni critiche. Nel 1925 Dinale fu regio commissario a La Spezia e successivamente venne nominato Prefetto della nuova Provincia di Nuoro. Da Nuoro Dinale passò a Potenza (luglio 1928) e poi a Salerno (maggio 1930).
Convinto sostenitore della Repubblica Sociale Italiana, nel dicembre del 1943 sembrò sul punto d'essere nominato Ministro degli Interni della Repubblica di Salò (lui stesso diede la notizia per sicura in un colloquio con Piero Pisenti, alla presenza del capo della segreteria del Duce Giovanni Dolfin), ma all'ultimo momento Mussolini preferì confermare, almeno per il momento, la fiducia a Guido Buffarini Guidi. Scriverà nel secondo dopoguerra un libro di ricordi (Quarant'anni di colloqui con Lui) in cui sono trascritti e conservati i dialoghi avuti con Mussolini nel corso della loro quarantennale amicizia. Il figlio Neos Dinale fu prefetto per il governo fascista repubblicano.

## Opere
- Cammina fanciullo. Letture socialiste per le anime nuove, Firenze, 1898;
- Critica e psicologia socialista, socialismo...socialista e socialismo...d'uomini, Mirandola, 1905;
- L'Epopea del Monte maledetto, Treviso, 1922;
- La Rivoluzione che vince, Roma, 1934;
- Quarant'anni di colloqui con Lui, Milano, 1953.